# Dzierżno Małe

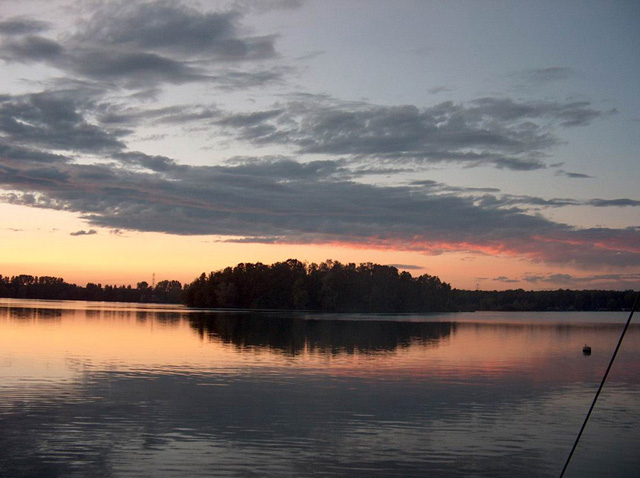
Dzierżno Małe - Zachód słońca

Dzierżno Małe – zbiornik poeksploatacyjny utworzony w 1938 roku przez zalanie wyrobiska popiaskowego w ujściowym odcinku Dramy do Kanału Gliwickiego (środkowa część doliny Kłodnicy w okolicach pyskowickiej dzielnicy Dzierżno).
Nazwa zbiornika pochodzi od Dzierżna, dzielnicy Pyskowic. Powierzchnia zbiornika wynosi 204 ha. W pobliżu zbiornika znajduje się drugi, większy zbiornik wodny Dzierżno Duże.

## Informacje ogólne
Przy normalnym poziomie piętrzenia (204,00 m n.p.m.) powierzchnia jego lustra wody wynosi 1,2 km², pojemność - 10 mln m³, głębokość maksymalna dochodzi do 25 metrów. Od strony wschodniej i południowej zbiornik jest ograniczony nasypami szlaków komunikacyjnych, od północy i zachodu posiada obwałowania ziemne, a wybrzeża „naturalne” długości 0,45 km występują w południowo-wschodnim jego sektorze. Zbiornik zasilają wody dopływającej od wschodu Dramy (A = 130 km²) oraz od północy wody Pniówki (A = 50 km²) za pośrednictwem niewielkich powierzchniowo sztucznych zalewisk (tzw. zbiornik Dzierżno I). Rozlewiska o nazwie Dzierżno I charakteryzuje małe zanieczyszczenie, co pozwoliło na lokalizację w jego granicach strefy ochronnej ujęcia wody, natomiast wody Dramy odwadniającej zlewnię o charakterze rolniczo-przemysłowym zawierają nadmierne ilości substancji pożywkowych powodujących eutrofizację wody zbiornika Dzierżno Małe, a w konsekwencji wtórne jej zanieczyszczenie. Szczególnie wysokie stężenia w wodzie Dramy i zbiornika Dzierżno Małe stwierdzono w przypadku fosforanów, które dochodziło do kilku mg/dm³.

## Znaczenie zbiornika
Zbiornik Dzierżno Małe oprócz znaczenia przyrodniczego i krajobrazowego spełnia funkcje zaplecza rekreacyjno-wypoczynkowego dla mieszkańców pobliskich miast Górnośląskiego Okręgu Przemysłowego - Gliwic, Zabrza, Bytomia i Rudy Śląskiej. Istniejące wokół zbiornika ośrodki sportów wodnych w połączeniu z bazą noclegową i gastronomiczną oraz dobrą dostępnością komunikacyjną czynią akwen atrakcyjnym miejscem letniego wypoczynku sobotnio-niedzielnego. Z kolei niezadowalająca jakość wody w zbiorniku, bliskie sąsiedztwo obszarów uprzemysłowionych, a także brak szerszego zaplecza usługowego stanowią poważną przeszkodę dla organizacji masowego wypoczynku sezonowego. Poza rekreacyjno-wypoczynkowym kierunkiem eksploatacji reprezentowanym dodatkowo przez wędkarskie wykorzystanie akwenu, zbiornik pełni funkcję poprawy warunków żeglugowych na Kanale Gliwickim, a także spełnia zadania przeciwpowodziowe oraz służy utrzymaniu przepływu nienaruszalnego.